# Czołówka (poligrafia)
Czołówka – materiał dziennikarski (zwłaszcza artykuł) otwierający kolumnę redakcyjną gazety, czyli zajmujący jej większą część (lub wręcz całość).
Czołówka jest opatrzona dużym (w sensie stopnia pisma) tytułem. Na czołówki wybiera się materiały o dużej nośności. Nie oznacza to, że muszą być przy tym obszerne. Jest wręcz odwrotnie. Kolumna redakcyjna jest bardziej atrakcyjna, gdy – oprócz czołówki – zawiera inne materiały, umieszczane na bocznych paskach lub jako podwał. Brak odpowiedniego materiału zdjęciowego lub graficznego na ogół dyskwalifikuje artykuł jako czołówkę.